# عباس بابایی
عباس بابایی (۱۴ آذر ۱۳۲۹ – ۱۵ مرداد ۱۳۶۶) سرتیپ خلبان نورثروپ اف-۵ و اف-۱۴ تام‌کت نیروی هوایی ارتش جمهوری اسلامی ایران و معاون عملیات فرماندهی این نیرو از ۹ آذر ۱۳۶۲ تا ۱۵ مرداد ۱۳۶۶ بود. او در سال ۱۳۶۶ طی جنگ ایران و عراق بر اثر شلیک پدافند خودی سپاه پاسداران درگذشت.

## زندگی‌نامه
عباس بابایی در ۱۴ آذر ۱۳۲۹ در شهر قزوین زاده شد. وی دوره ابتدایی را در دبستان «دهخدا» و دوره متوسطه را در دبیرستان «نظام وفا» گذراند. پس از اخذ مدرک دیپلم، در سال ۱۳۴۸ در رشتهٔ پزشکی پذیرفته شد، اما به دلیل علاقه به خلبانی، داوطلب تحصیل در رشته خلبانی نیروی هوایی ارتش شد و پس از گذراندن دوره آموزشی و  مقدماتی برای تکمیل تحصیلاتش در سال ۱۳۴۹ به آمریکا اعزام گشت. پس از بازگشت با ورود هواپیماهای پیشرفته اف - ۱۴ به نیروی هوایی ارتش، وی که خلبان ماهر شکاری اف - ۵ بود، برای پرواز با هواپیمای اف - ۱۴ انتخاب و به پایگاه هوایی اصفهان منتقل شد.
او در ۴ شهریور ۱۳۵۴ با دختردایی‌اش، ملیحه حکمت (زادهٔ ۱۳۳۷ - درگذشته ۳ خرداد ۱۳۹۵) ازدواج کرد. ثمره این ازدواج ۱ دختر به نام سلما و ۲ پسر به نام‌های محمد و حسین است.

## فعالیت‌های نظامی

### مسئولیت‌های نظامی
۱۳۵۹: از شهریور این سال با درجه سرگردی با شروع جنگ ایران و عراق فرماندهی اسکادران و انجام عملیات با جنگنده نورثروپ اف-۵ و اف - ۱۴ تام‌کت را انجام می‌داد.
۱۳۶۰: با درجه سرهنگ دومی فرمانده پایگاه هوایی هشتم شکاری بود.
۱۳۶۲: از ۹ آذر این سال با درجه سرهنگی به معاونت عملیات فرماندهی نیروی هوایی منصوب شد.
۱۳۶۶: با درجه سرتیپی در سمت معاونت عملیات فرماندهی نیروی هوایی ابقا شد.

### حضور در عملیات‌ها
عباس بابایی در عملیات والفجر ۸ (تصرف شهر فاو)، عملیات بیت المقدس (که منجر آزادسازی خرمشهر شد)، عملیات فتح‌المبین، عملیات طریق‌القدس (که منجر به آزادسازی شهر بستان شد) حضور داشته‌است. همچنین طرح اسکورت کشتی‌های تجاری و نفت‌کش در خلیج فارس از طرف او ارائه شده‌است.

## درگذشت
عباس بابایی پس از ۶۰ مأموریت جنگی موفق، در صبح روز ۱۵ مرداد ۱۳۶۶ همراه با سرهنگ علی‌محمد نادری به منظور شناسایی منطقه و تعیین راهکار صحیح اجرای عملیات با یک فروند هواپیمای اف–۵ از پایگاه هوایی تبریز به پرواز درآمد و وارد آسمان عراق شد. بابایی و نادری پس از انجام دادن مأموریت، به هنگام بازگشت، در منطقه عملیاتی سردشت در ۱۵ مرداد ۱۳۶۶ مورد هدف شلیک توپ ضدهوایی شیلکا ۲۳ میلی‌متری پدافند سپاه پاسداران قرار گرفتند و بابایی که در کابین عقب حضور داشت از ناحیه سر مجروح و بلافاصله درگذشت. وی در این هنگام ۳۷ سال داشت. پیکر او در گلزار شهدا در جنوب شاهزاده حسین قزوین به خاک سپرده شد.
یکی از راویان مرکز مطالعات و تحقیقات جنگ دربارهٔ این واقعه نوشته‌است: «به دنبال اصابت گلوله به هواپیمای تیمسار بابایی و اختلالی که در ارتباط هواپیما و پایگاه تبریز به وجود آمد پایگاه مزبور به رابط هوایی سپاه اعلام کرد که یک فروند هواپیمای خودی در منطقه مرزی سقوط کرد برای کمک به یافتن خلبان و لاشه آن هر چه سریعتر اقدام نمایید. مدت کوتاهی از اعلام این موضوع نگذشته بود که فرد مذکور دوباره تماس گرفت و در حالی که گریه امانش نمی‌داد گفت: هواپیمای مورد نظر توسط خلبان به زمین نشست، ولی یکی از سرنشینان آن به علت اصابت تیر در داخل کابین درگذشته است.»

## تقدیر و یادبود

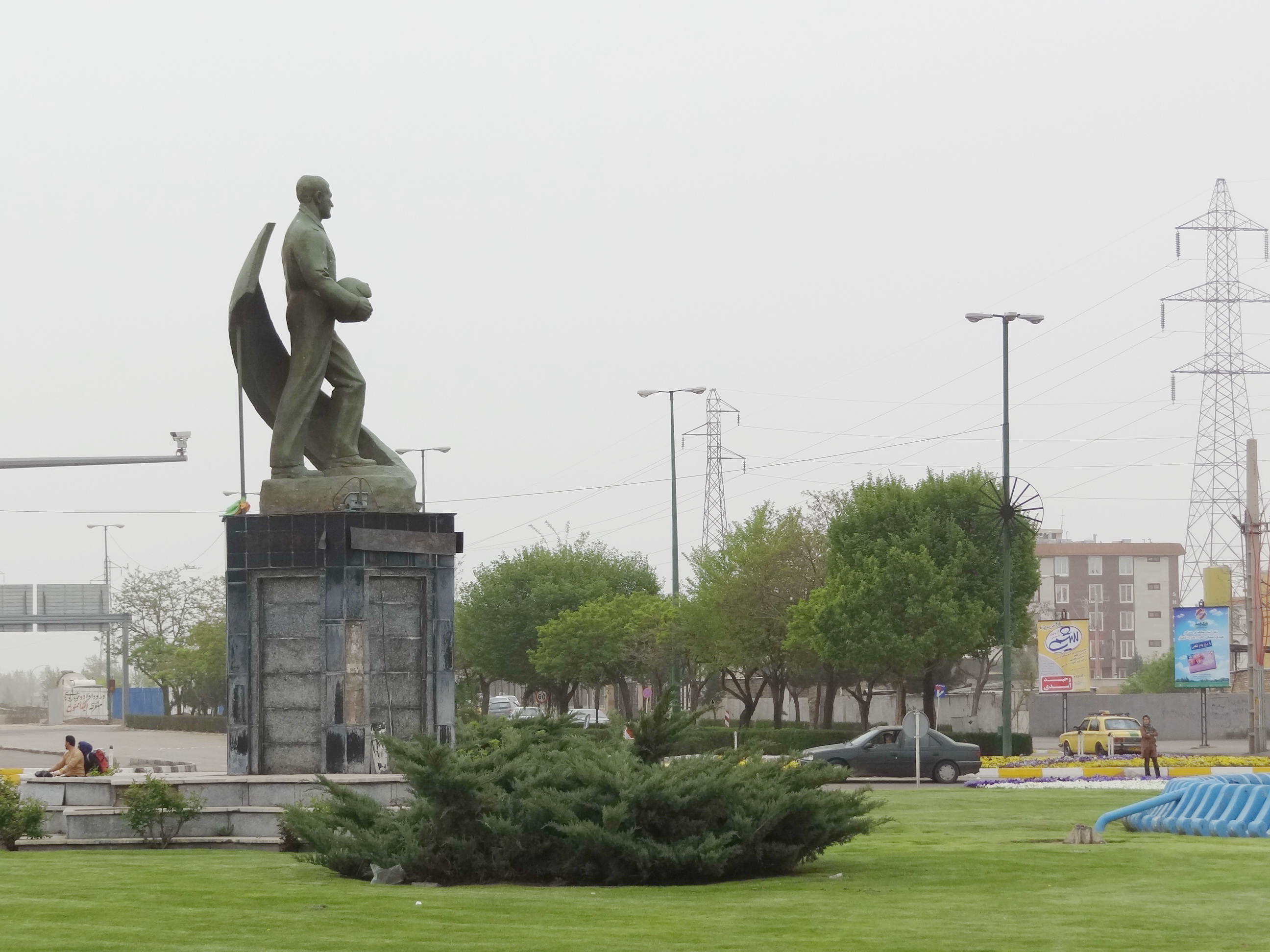
میدان شهید بابایی، قزوین

بابایی از جمله فرماندهانی است که دارای نشان فتح است. نشان فتح از نشان‌های نظامی جمهوری اسلامی ایران که توسط رهبر به رزمندگان نبردهایی با پیروزی چشم‌گیر داده می‌شود. اهدای این نشان  برای اولین بار در سال ۱۳۶۸ در طی مراسمی به فرماندهان سپاه پاسداران و ارتش که نقش مهمی در عملیات‌های بیت المقدس و آزاد سازی خرمشهر در سال ۱۳۶۱ داشتند، صورت گرفته‌است.
یک میدان در شهر قزوین به نام «میدان شهید بابایی» با یک مجسمه تمام‌تَنِه از او، برای یادبودش ساخته شده‌است. همچنین یکی از بزرگراه‌های منطقه شرق تهران، برای قدردانی از زحمات او، «بزرگراه شهید بابایی» نامگذاری شده‌است.

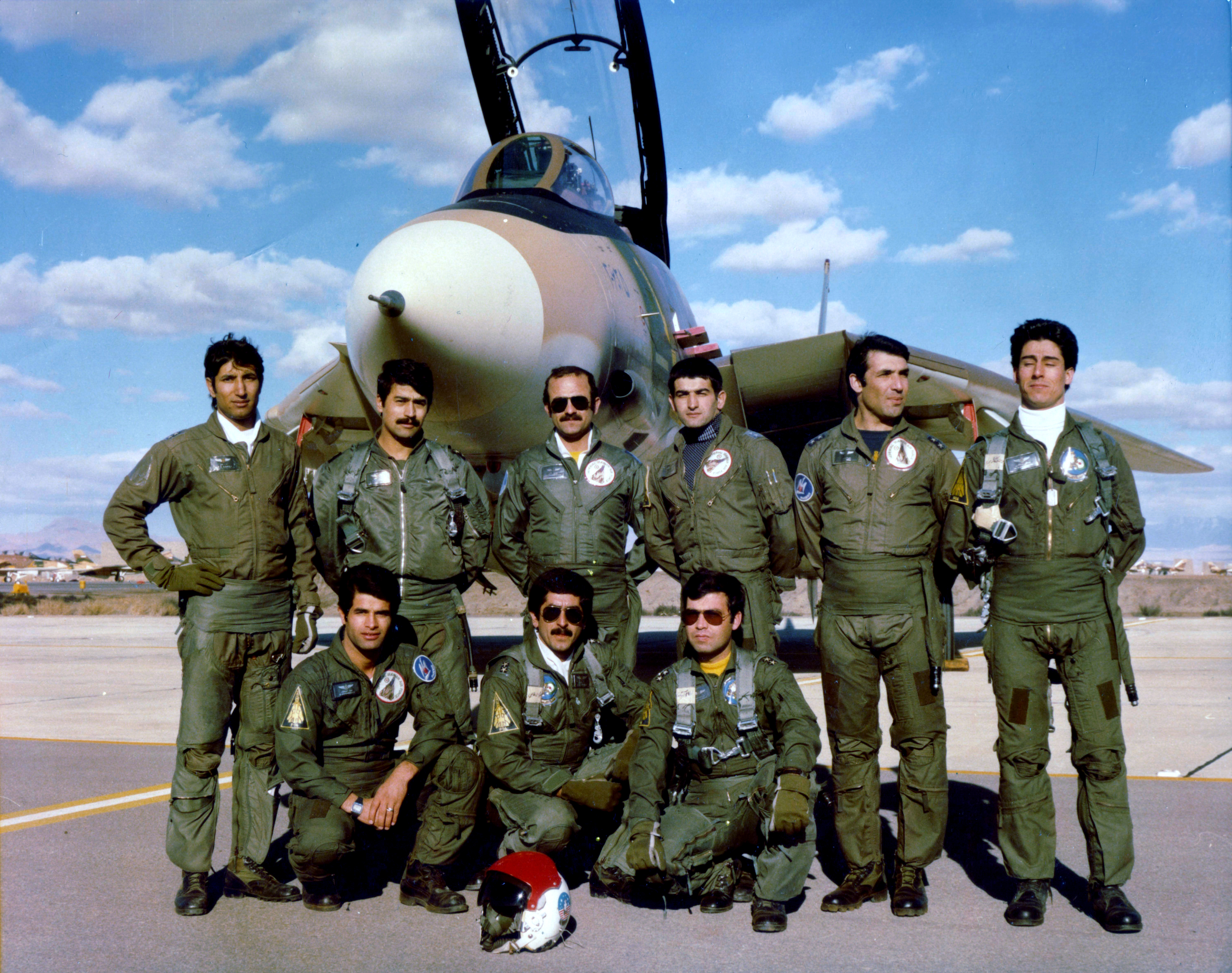
خلبانان جنگنده اف-۱۴: ایستاده از چپ: اسدالله عادلی - جلیل زندی - غلامحسین هاشم‌پور - عباس بابائی - ایرج سیروس - محمد رستم پور. نشسته از چپ: سعید صدیقیان - احمد مرادی طالبی - غلامرضا نظام‌آبادی

مجموعه شوق پرواز به کارگردانی یدالله صمدی با بازی شهاب حسینی برای نمایش زندگی‌نامه عباس بابایی ساخته شد و از شهریور تا بهمن ۱۳۹۰ در ۲۴ قسمت از شبکه یک سیما پخش گردید. شهاب حسینی به خواسته ملیحه حکمت (صدیقه حکمت)، همسر عباس بابایی، در نقش عباس بابایی بازی کرد. به گزارش ایسنا، مستند «عباس» به کارگردانی و تهیه‌کنندگی «حسین ترک‌جوش» که بخش‌هایی از دوران کودکی و تحصیل عباس بابایی را به تصویر کشیده، در مرداد ۱۴۰۲ از سیمای جمهوری اسلامی ایران پخش شده‌است.